# Chó thổ dân da đỏ
Chó thổ dân da đỏ (American Indian Dog) Là giống chó thuộc nhóm chăn đoàn gia súc ở lục địa Bắc và Nam Mỹ của người da đỏ.

## Tổng quan
Chó thổ dân da đỏ có nguồn gốc từ lâu trên lục địa Bắc và Nam Mỹ. Chúng chủ yếu được hình thành và thuần hoá bới các tộc người da đỏ và trở nên một thành phần trong văn hoá của các bộ lạc này. Từ lâu, những người da đỏ châu Mỹ đã sử dụng loài chó này trong săn bắn, canh gác và cai quản súc vật. Chúng còn được dùng trong việc kéo xe trở đồ trong các cuộc di chuyển.
Ngoài ra chúng còn sưởi ấm cho chủ nhân trong những đêm giá rét và cung cấp lông cho dệt vải và trao đổi hàng hoá. Một điều rất quan trọng trong việc bảo tồn giống chó cổ xưa này là gìn giữ và phát triển sự cân bằng tự nhiên, bản năng gốc và khả năng thích nghi linh hoạt với công việc của chúng. Giống chó này gần như đã bị tuyệt chủng nhưng có các nghiên cứu và chọn lọc giống một cách khoa học để đưa chúng trở lại.

## Đặc điểm
Chó có tầm vóc trung bình, chó đực cao từ 19 - 21 inches (48 – 54 cm) còn chó cái cao 18 – 20 inches (46 – 51 cm), cơ thể chúng có kích thước nhỡ và thân hình thon thả, phần lưng thẳng và hơi dài hơn đuôi một chút. Ức sâu, nhưng không rộng. Mõm có hình thù tự nhiên giống sói, môi mỏng và màu đen, khi khép chặt che kín hàm răng. Răng chỉ có loại răng nanh. Tai dài và dựng đứng, rất linh hoạt, luôn hướng ra phía trước. Đuôi xù thường buông xõng nhưng hơi cong lên ở phần cuối, thường dựng đứng khi thể hiện sự vượt trội, hoặc duỗi thẳng khi đang chạy.
Đầu có tỷ lệ cân đối với thân mình. Da đầu hơi lồi lên ở phần giữa đôi tai. Mắt có hình quả hạnh đào và kích thước nhỡ. Đặc biệt mắt giống chó này có màu vàng hoặc xanh sáng như hổ phách. Mí mắt có màu đen và khép kín. Mũi trung bình, màu đen và có điểm màu nâu sẫm. hai chân trước thanh mảnh và hơi chìa ra ngoài. Hai chân sau dài, cơ bắp và rất thẳng. Đôi khi có huyền đề, nhưng thường bị cắt bỏ đi khi còn nhỏ. Bàn chân nhỏ như chân mèo, ngón chân khít và có cấu trúc rất cân đối. Móng chân ngắn và mập.
Lông dày vừa phải, bóng mượt. Có hai lớp: lớp bảo vệ phía ngoài dài và cứng, lớp trong dày và mềm. Lông ở các phần ngực, vai, hông, chân và đuôi thường dài hơn các chỗ khác. Bộ lông thường có các màu: Trắng, xanh, Đen, Đỏ vàng, xám, đỏ pha nâu, nâu, socola, kem, và màu bạc. Tất cả các màu trên có thể hoà trộn với nhau một cách tự nhiên, rất ít khi có những điểm màu riêng biệt hiện rõ. Đuôi thường có màu sẫm khoảng ¾ tính từ chỏm.

## Tập tính
Là giống chó thông minh, chúng luôn thể hiện bản năng tự nhiên và đặc biệt là rất có ý thức về lãnh thổ. Luôn thể hiện một cách mãnh liệt sự quyến luyến và trung thành với gia chủ. Không tỏ ra dữ dằn, nhưng chúng luôn tỏ ra cảnh giác đối với người lạ. Là giống chó rất thích hợp cho việc trông nhà, có khả năng thích nghi với mọi điều kiện môi trường. Ngoài ra tính linh hoạt trong công việc cũng là một tính cách nổi trội của giống chó này.